# ماهیچه آریتنوئید
ماهیچه آریتنوئید (انگلیسی: Arytenoid muscle) یکی از عضلات داخلی حنجره است که از دو بخش مایل و عرضی تشکیل شده‌است. این دو بخش را می‌توان جدا در نظر گرفت: ماهیچه منفرد آریتنوئید عرضی و جفت ماهیچه آریتنوئید مایل.
این دو بخش ضمن اتصالات و عملکرد متفاوت هر دو توسط یک شاخه از عصب حنجره‌ای بازگشتی عصب‌دهی می‌شوند.